# Nereis scolopendroides
Nereis scolopendroides är en ringmaskart som beskrevs av Hansen 1882. Nereis scolopendroides ingår i släktet Nereis och familjen Nereididae. Inga underarter finns listade i Catalogue of Life.